# Kobelwald
Kobelwald (toponimo tedesco) è una frazione di 550 abitanti del comune svizzero di Oberriet, nel Canton San Gallo (distretto di Rheintal); assieme alle sue frazioni costituisce la ortsgemeinde di Holzrhode.

## Geografia fisica

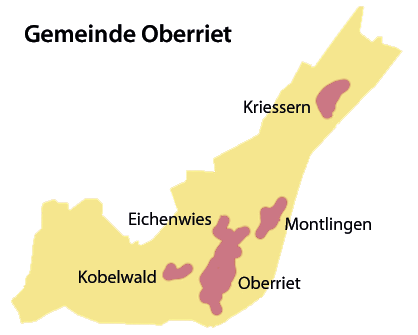
Le frazioni di Oberriet

Kobelwald sorge nella regione montana ai piedi del monte Kamor, a ovest di Oberriet.

## Monumenti e luoghi d'interesse
- Chiesa parrocchiale cattolica di San Sebastiano, eretta nel 1801[2][3];
- Cappella cattolica di Freienbach[3];
- Cappella cattolica di Hard[3];
- Rovine della grotta fortificata di Wichenstein, attestata tra il 1270 e il 1795[2][4].

## Geografia antropica
Kobelwald è il villaggio principale della ortsgemeinde Holzrhode, alla quale appartengono anche le seguenti frazioni e località:
- Freienbach
- Grubach
- Hard
- Kienberg
- Kobelwies
- Moos
- Rehag
- Stein
- Stieg
- Watt